# To Be Alive!
To Be Alive! est un court métrage américain réalisé par Francis Thompson et Alexander Hammid, sorti en 1964.
Le film est notable pour son utilisation du format multi-écran, ayant été conçu pour être projeté dans un pavillon de la Foire internationale de New York 1964-1965. Il a remporté un Oscar du meilleur court métrage documentaire lors de la 38e cérémonie des Oscars en 1966.

## Synopsis
Le film montre en parallèle sur trois écrans la vie d'enfants d'Afrique, d'Italie et d'Amérique.

## Fiche technique
- Titre : To Be Alive!
- Réalisation : Francis Thompson et Alexander Hammid
- Image : Francis Thompson et Alexander Hammid
- Production : Peter Robinson
- Musique : Gene Forrell
- Genre : documentaire
- Durée : 18 minutes
- Date de sortie : 
  - États-Unis : 22 avril 1964 (New York)

## Distribution
- Edward Field : narrateur
- Robert Fields

## Nominations et récompenses
- 1966 : Oscar du meilleur court métrage documentaire[2]